# ももいろ歌合戦
『ももいろ歌合戦』（ももいろうたがっせん）は、毎年大晦日に、インターネットテレビABEMA・ニッポン放送などが無料で生中継する、チーム対抗形式の大型音楽番組。2017年に開始された。

## 概要
NHK紅白歌合戦と比べて「歌の真剣勝負」を全面に打ち出しており、以下の特徴が見受けられる。
- 全出場者が「生歌」でパフォーマンス

歌声入りの音源を流し実際には歌わないタイプの演出を、どの歌手に対しても認めておらず、当日その場での歌唱が生放送されるのが基本となっている。
- 出場者本人が本当に歌いたい曲を、フルサイズで歌唱

選曲に関しては、番組制作側の意向よりも本人の伝えたい思いが尊重される。そのため、さだまさしが交通事故の被害者家族の心境を綴った「償い」を選曲するなど、歌番組としてはレアなケースも生じる。企画コーナーを除いて“ショートバージョン”や“メドレー”は用いられず、すべて原曲のままの長さで歌われるが、第3・4回のビートきよしや第7回の大仁田厚のように例外もある。
- 性別不問の組分けを採用

紅組・白組ともに男女混合となるため、ひとつの対戦ごとに「ガールズバンド対決」「熱い男対決」といった様々なテーマを設けやすくなっている。他にも、ディズニーソングやガンダムソングを互いに歌い合う対戦や、「しげる対決」として泉谷しげると松崎しげるの対戦などが行われたことがある。
- 1万人規模の観客を動員

有料チケットの購入者が観戦するスタイル（スタンディング可）となっており、音楽フェスさながらのライブ感を重視している。

## 内容
毎年、4人組ガールズユニットのももいろクローバーZ（以下・ももクロ）がホスト（進行役兼出場者）を務める形で行われる。
2017年に第1回がスタートし、氣志團、小林幸子、大黒摩季、加山雄三、さだまさし、水前寺清子ら計16組が出場。ももクロが率いる「ももクロ軍」と、ニューヨーク・ヤンキース（当時）の田中将大が率いる「田中軍」の2チームで勝負をする形式で、総合司会は東京03が担当。冒頭から最後まで生中継を行ったAbemaTVでは視聴数が220万、番組へのコメント数も15万件を超えた。
2018年の第2回は、千鳥のノブが総合司会を担当。出場者として新たに、TRF、大友康平（HOUND DOG）、松崎しげる、イルカ、T-BOLANといったベテラン勢に加え、BOYS AND MENや大原櫻子、YouTuberのFischer'sや声優ユニットのヒプノシスマイク、舞台女優のシルビア・グラブといった多ジャンルのアーティストが初出場となり、計45組のラインナップとなった。また、ビートたけしや笑福亭鶴瓶、吉永小百合もVTR出演。Twitterでは#ももいろ歌合戦がトレンドワードで日本4位、世界5位にランクインした。
2019年の第3回は、歌合戦本編を6時間に拡大。その前後に芸能ショーやももクロのカウントダウンライブを組み込み、イベント全体では8時間超、出演者も50組超の大型企画となった。初出場の歌手は泉谷しげる、倖田來未、西川貴教、ファンキー加藤、NOKKO（レベッカ）ら。NHK紅白歌合戦でビートたけしが歌唱した時間帯に、ももいろ歌合戦でビートきよしに同じ曲を歌わせるという演出などが話題となった。また当日、NHK紅白歌合戦の審査員を務めた上沼恵美子が、ももいろ歌合戦にもVTR出演するという珍しい場面もあった。他にはアナウンサーの弘中綾香、俳優の岡田将生・新木優子、YouTuberのカジサック・キズナアイらが初出演。Twitterでは#ももいろ歌合戦がトレンドワードで日本1位および世界1位となった時間帯もあった。
2020年の第4回は、新型コロナウイルスの影響から無観客での開催となったが、HYDE（L'Arc〜en〜Ciel）・河村隆一（LUNA SEA）・広瀬香美・木梨憲武（とんねるず）・EXITらが初出場。これにYouTuber勢としてスカイピース、東海オンエアのとしみつらが組む音楽ユニット・TTJや、ストリートピアノ演奏の配信をきっかけにメジャーデビューを果たしたハラミちゃん、YouTubeの"Artist On The Rise"に日本人女性で初めて選出されたReolらが加わった。TikTok関連では、「ポケットからきゅんです!」で“きゅん現象”を起こしたひらめや、「魔法の絨毯」が再生回数2億回超となった川崎鷹也が初出場。オーディション番組『PRODUCE 101 JAPAN』の練習生で結成されたOWV、“日本一のコスプレイヤー”とも称される内閣府クールジャパン・アンバサダーのえなこ、『半沢直樹』出演の市川猿之助・尾上松也も初めてラインナップに加わった。連続出場組は氣志團・水前寺清子らが4年連続、Creepy Nuts・松崎しげるらが3年連続で、史上最多となる出場者が代わる代わる登場した。
2021年の第5回は、初となる日本武道館での開催。前年までNHK紅白歌合戦に50回連続出場していた五木ひろしが同番組を勇退し、ももいろ歌合戦への初出場を発表し話題となった。同じく紅白歌合戦への出場が有力視されていたウマ娘や、同年の日本レコード大賞受賞のDa-iCEも、ももいろ歌合戦への出場となった。また、ゲストとして同年のM-1グランプリチャンピオンの錦鯉や、前年をもって放送休止となった大みそかの人気番組『ガキ使・笑ってはいけないシリーズ』に出演していた遠藤章造（ココリコ）らも出演し“お笑い”の要素が加わった。さらに、日本武道館ならではの試みとして、特設リングで大仁田厚と青木真也による「電流爆破デスマッチ」が展開され、“格闘技”も見どころとなった。私立恵比寿中学は、2022年12月をもって転校した柏木ひなたが最後の『ももいろ歌合戦』出演となった。Twitterでは#ももいろ歌合戦がトレンドワードで日本1位および世界1位を記録した。
2022年の第6回は、前年に続いて“紅白からの転身”となる五木ひろしの出場、元℃-uteの鈴木愛理やX JAPANのToshlの初出場が実現。さらに、9年ぶりに活動再開となったばかりのSOPHIA、「THE FIRST TAKE」で再ブレイクのnobodyknows+や湘南乃風も初出場を果たした。大人数グループでは、FANTASTICS from EXILE TRIBE等が初出場。さらに、デビュー曲の関連動画がTikTokで12億回再生を越えたTHE SUPER FRUITや、初となる武道館公演を2Days開催したNovelbrightも、新たにナインナップに加わった。Twitterでは#ももいろ歌合戦がトレンドワードで日本1位および世界1位を記録した（4年連続。開始10分での達成は過去最速）。
2023年の第7回は、例年同様の出場歌手に加えて幅広い世代のアイドルが集結。1970年代後半からアイドルデュオ「ピンク・レディー」のケイとして活躍した増田恵子、アイドル不作と言われた1983年にレコードデビューした「お神セブン」のメンバー（松本明子、森尾由美ら）、2023年日本レコード大賞の最優秀新人賞を受賞したFRUITS ZIPPERや、元乃木坂46の新内眞衣らが初出場となった。また、指原莉乃がプロデュースする=LOVEと≠MEの歌唱対決も実現。さらに、NHK連続テレビ小説『あまちゃん』でヒロインを演じ、現在は歌手としても活動するのん（旧芸名・能年玲奈）が初出場。『あまちゃん』でアイドルを演じる際のモデルにしていたという、百田夏菜子（ももクロ）との共演を果たした。これら出演者が、同時放送中のNHK紅白歌合戦での歌唱曲（YOASOBIの『アイドル』や新しい学校のリーダーズの『オトナブルー』など）を次々にカバーする 「100人超えノンストップ最強アイドルメドレー」のコーナーも話題となった。

## 紅白歌合戦との関係
ホストを務めるももクロは、2012 - 2014年に3年連続で『NHK紅白歌合戦』（以下『紅白』）出場を経験している。2015年に『紅白』出場を逃したことをきっかけに自ら立ち上げたのが、本番組の前身となる『ゆく桃くる桃』というカウントダウンライブである。2017年の開催時に『ゆく桃くる桃 〜第1回 ももいろ歌合戦〜』とサブタイトルが付けられ、その翌年以降は『第○回 ももいろ歌合戦』が正式タイトルとなった。
出場する歌手の多くは本家の『紅白』に出場経験があるほか、紅組と白組の組み分け（第3回以降）も『紅白』を意識したものとなっている。ただし、紅組と白組のいずれも男女混合であること、企画コーナーに出場するゲストも出場回数にカウントされる点で紅白歌合戦と大きく異なる。
『ももいろ歌合戦』に第1回から毎回出場しているさだまさしは、『紅白』にも2020年から2年連続で特別枠として出場した。同日開催の『紅白』と『ももいろ歌合戦』の双方に、歌手として出演するのは初めてのケースであった。また、『第1回ももいろ歌合戦』（2017年）に応援出演した布袋寅泰が、『第72回紅白』（2021年）に白組の一員として初出場。第5回ももいろ歌合戦で「今年の顔2021」のコーナーに出演したSaucy Dogが、『第73回紅白』（2022年）に白組の一員として初出場した。
2024年の第8回はそれまでのカウントダウンライブ方式ではなく『第75回紅白』の放送開始時刻より前の19時頃で終演となったが、その代わりももクロと本編に出演した歌手による『第8回ももいろ歌合戦 〜愛のカウントダウン〜』が『第75回紅白』終了後の23:45 - 翌0:30に放送された。尚、前述の『第75回紅白』には第2回～第4回に3年連続で出演したCreepy Nutsや第5回～第6回に2年連続で出演したDa-iCEが白組の一員として初出場した。

## 2017年（第1回）
- 会場：パシフィコ横浜（国立大ホール）
- ももクロ軍、      田中将大軍。

| 曲順                                                                                | 組 | アーティスト                 | 回 | 楽曲                                                     |
| ----------------------------------------------------------------------------------- | -- | ---------------------------- | -- | -------------------------------------------------------- |
| 1                                                                                   | 田 | 氣志團                       | 初 | 乙伝説 ～月末ビンボー ももいロックンローラー乙のテーマ～ |
| 2                                                                                   | も | サイプレス上野とロベルト吉野 | 初 | ぶっかます                                               |
| 3                                                                                   | も | ももいろクローバーZ          | 初 | 何時だって挑戦者                                         |
| 4                                                                                   | 田 | 井上苑子                     | 初 | だいすき。                                               |
| 【応援】キダ・タロー [初] 浜村淳 [初]                                               |    |                              |    |                                                          |
| 5                                                                                   | も | 塩乃華織                     | 初 | イエスタディにつつまれて                                 |
| 6                                                                                   | 田 | 角田晃広（東京03）           | 初 | ろくなもんじゃねえ                                       |
| 7                                                                                   | も | 松本明子                     | 初 | ♂×♀×Kiss                                                 |
| 8                                                                                   | 田 | 森口博子                     | 初 | ETERNAL WIND〜ほほえみは光る風の中〜2015ver.             |
| 【応援】ジーン・シモンズ（KISS） [初] ポール・スタンレー（KISS） [初] 布袋寅泰 [初] |    |                              |    |                                                          |
| 9                                                                                   | も | 指田フミヤ with Kanakoo      | 初 | 花になれ                                                 |
| 10                                                                                  | 田 | 矢口真里                     | 初 | 恋愛レボリューション21                                   |
| 11                                                                                  | 田 | 米良美一 & TeddyLoid         | 初 | もののけ姫2018 feat.米良美一                             |
| 【応援】YOSHIKI [初]                                                                |    |                              |    |                                                          |
| 12                                                                                  | も | 大黒摩季                     | 初 | ら・ら・ら                                               |
| 13                                                                                  | 田 | さだまさし                   | 初 | 惠百福（たくさんのしあわせ）                             |
| 14                                                                                  | も | 小林幸子                     | 初 | 存在証明                                                 |
| 15                                                                                  | も | 加山雄三                     | 初 | 蒼い星くず                                               |
| 16                                                                                  | 田 | 水前寺清子                   | 初 | いっぽんどっこの唄                                       |
| 三百六十五歩のマーチ                                                                |    |                              |    |                                                          |

出典

## 2018年（第2回）
- 会場：パシフィコ横浜（国立大ホール）
- ももクロ軍、      ロボ岡田将生軍。

| 曲順                                                      | 組 | アーティスト                           | 回    | 楽曲                              |
| --------------------------------------------------------- | -- | -------------------------------------- | ----- | --------------------------------- |
| 1                                                         | も | アップアップガールズ（仮）             | 初    | アッパーカット!                   |
| 2                                                         | ロ | BOYS AND MEN                           | 初    | 進化理論                          |
| 3                                                         | も | 大原櫻子                               | 初    | 明日も                            |
| 4                                                         | ロ | 東京女子流                             | 初    | おんなじキモチ                    |
| 5                                                         | も | サイプレス上野とロベルト吉野           | 2     | ヒップホップ体操第二              |
| 6                                                         | ロ | Creepy Nuts                            | 初    | 数え唄                            |
| 【応援ラップ】ヒプノシスマイク [初]                       |    |                                        |       |                                   |
| 7                                                         | も | ナオリュウ                             | 初    | 深呼吸                            |
| 8                                                         | ロ | Fischer’s                              | 初    | 未完成人                          |
| 9                                                         | も | スタァライト九九組                     | 初    | Star Divine                       |
| 10                                                        | ロ | たこやきレインボー                     | 初    | RAINBOW〜私は私やねんから〜       |
| 11                                                        | も | 松本明子                               | 2     | 津軽海峡・冬景色                  |
| 12                                                        | ロ | モーニング娘。OG（矢口真里、藤本美貴） | 2・初 | LOVEマシーン                      |
| 13                                                        | も | ももくろちゃんZ with しまじろう        | 初    | HERO                              |
| 14                                                        | ロ | 塩乃華織                               | 2     | ほっといてんか あんな阿呆         |
| 15                                                        | も | T-BOLAN                                | 初    | 離したくはない                    |
| 16                                                        | ロ | 角田晃広（東京03）                     | 2     | じれったい愛                      |
| 【応援】仮面ライダージオウ [初]                           |    |                                        |       |                                   |
| 17                                                        | も | TRF feat.KANAKOO                       | 初    | survival dAnce 〜no no cry more〜 |
| 18                                                        | ロ | 氣志團                                 | 2     | 俺ら飛ばしすぎ!!                  |
| 19                                                        | も | イルカ                                 | 初    | なごり雪                          |
| 20                                                        | ロ | 森口博子                               | 2     | 水の星へ愛をこめて                |
| 21                                                        | も | ビートきよし                           | 初    | 浅草キッド                        |
| 22                                                        | ロ | 大友康平（HOUND DOG）                  | 初    | ff (フォルティシモ)               |
| シルビア・グラブ [初] ミュージカルショー with HEAVEN [初] |    |                                        |       |                                   |
| 23                                                        | も | 松崎しげる                             | 初    | 愛のメモリー                      |
| 24                                                        | ロ | さだまさし                             | 2     | 主人公                            |
| 25                                                        | も | 水前寺清子                             | 2     | ありがとうの歌&いっぽんどっこの唄 |
| 26                                                        | ロ | 加山雄三                               | 2     | お嫁においで                      |
| 三百六十五歩のマーチ                                      |    |                                        |       |                                   |

- ゲスト等

石川柊太（福岡ソフトバンクホークス） [初]、清野茂樹（フリーアナウンサー） [初]、小松靖（テレビ朝日アナウンサー） [2]、さつまいも娘（たこやきレインボー 堀くるみ・清井咲希） [初]、笑福亭鶴瓶 [2]、ちぃたん☆ [初]、徳井健太（平成ノブシコブシ） [2]、永野 [2]、ノブ（千鳥） [2]、花柳糸之社中 [2]、ビートたけし [初]、布袋寅泰 [2]、柳田悠岐（福岡ソフトバンクホークス） [2]、ロボ岡田将生 [初]
出典

## 2019年（第3回）
- 会場：横浜アリーナ
- 紅組（野々村真・玉井詩織・高城れに）、      白組（森尾由美・百田夏菜子・佐々木彩夏）。

| 曲順                                                                         | 組 | アーティスト                                     | 回 | 楽曲                                                            | 対決テーマ                     |
| ---------------------------------------------------------------------------- | -- | ------------------------------------------------ | -- | --------------------------------------------------------------- | ------------------------------ |
| 1                                                                            | 紅 | アップアップガールズ（仮）                       | 2  | アッパーレー                                                    | つかみはOK!の先手必勝対決      |
| 2                                                                            | 白 | 私立恵比寿中学                                   | 初 | ジャンプ                                                        | つかみはOK!の先手必勝対決      |
| 【応援】上沼恵美子 [初] / カジサック [初]                                    |    |                                                  |    |                                                                 |                                |
| 3                                                                            | 紅 | 氣志團                                           | 3  | stay gold                                                       | ももクロリスペクト対決         |
| 4                                                                            | 白 | SUPER★DRAGON                                     | 初 | 行くぜっ!怪盗少女                                               | ももクロリスペクト対決         |
| 5                                                                            | 紅 | 高橋洋子                                         | 初 | 残酷な天使のテーゼ                                              | 大人気アニメ対決               |
| 6                                                                            | 白 | Poppin'Party                                     | 初 | キズナミュージック♪                                             | 大人気アニメ対決               |
| ももいろクローバーZスペシャルパフォーマンス『ノーサイドアニメメドレー』      |    |                                                  |    |                                                                 |                                |
| 7                                                                            | 紅 | 塩乃華織                                         | 3  | イントゥ・ジ・アンノウン〜心のままに／Let It Go〜ありのままで〜 | 夢の国対決                     |
| 8                                                                            | 白 | 妃海風                                           | 初 | これが恋かしら／夢はひそかに                                    | 夢の国対決                     |
| 9                                                                            | 紅 | m-flo                                            | 初 | come again                                                      | 本格派アーティスト対決         |
| 10                                                                           | 白 | C&K                                              | 初 | Y                                                               | 本格派アーティスト対決         |
| 11                                                                           | 紅 | 和田彩花                                         | 初 | Une idole                                                       | ももクロ同期対決               |
| 12                                                                           | 白 | 東京女子流                                       | 2  | 鼓動の秘密                                                      | ももクロ同期対決               |
| 13                                                                           | 紅 | BOYS AND MEN                                     | 2  | 炎・天下奪取                                                    | あーりん好きやんちゃ系男子対決 |
| 14                                                                           | 白 | Fischer's                                        | 2  | 未完成人                                                        | あーりん好きやんちゃ系男子対決 |
| 【応援】田中将大 [2]                                                         |    |                                                  |    |                                                                 |                                |
| 15                                                                           | 紅 | ファンキー加藤 feat. ももいろクローバーZ         | 初 | 吼えろ                                                          | 魂の熱唱対決                   |
| 16                                                                           | 白 | 中澤卓也                                         | 初 | さくら（独唱）                                                  | 魂の熱唱対決                   |
| 【応援】新木優子 [初] / 岡田将生 [初] / 峮峮（ちゅんちゅん） [初]            |    |                                                  |    |                                                                 |                                |
| 17                                                                           | 紅 | FLOWER FLOWER                                    | 初 | パワフル／CHE.R.RY                                              | ガールズバンド対決             |
| 18                                                                           | 白 | CHAI                                             | 初 | N.E.O.                                                          | ガールズバンド対決             |
| 19                                                                           | 紅 | サイプレス上野とロベルト吉野 feat.タコライス玉井 | 3  | Let's Go 遊ぼうZE 2 feat. YOUR SONG IS GOOD                     | ライバルラッパー対決           |
| 20                                                                           | 白 | Creepy Nuts                                      | 2  | あゝオオサカdreamin' night                                      | ライバルラッパー対決           |
| 21                                                                           | 紅 | たこやきレインボー                               | 2  | もっともっともっと話そうよ-Digital Native Generation-           | 次世代アイドル対決             |
| 22                                                                           | 白 | キズナアイ                                       | 初 | AIAIAI（feat.中田ヤスタカ）                                     | 次世代アイドル対決             |
| 【応援】笑福亭鶴瓶 [3]                                                       |    |                                                  |    |                                                                 |                                |
| 23                                                                           | 紅 | 水前寺清子                                       | 3  | いっぽんどっこの唄                                              | 大御所対決                     |
| 24                                                                           | 白 | 加山雄三                                         | 3  | お嫁においで                                                    | 大御所対決                     |
| 25                                                                           | 紅 | 西川貴教（T.M.Revolution）                       | 初 | Meteor-ミーティア-                                              | ガンダム対決                   |
| 26                                                                           | 白 | 森口博子                                         | 3  | 水の星へ愛をこめて/with寺井尚子                                 | ガンダム対決                   |
| 27                                                                           | 紅 | ヒプノシスマイク                                 | 2  | ももいろ応援ラップ                                              | 新旧エンタメ対決               |
| 28                                                                           | 白 | 松本明子                                         | 3  | お祭りマンボ                                                    | 新旧エンタメ対決               |
| 29                                                                           | 紅 | ビートきよし                                     | 2  | 浅草キッド                                                      | 熱い男対決                     |
| 30                                                                           | 白 | 大友康平                                         | 2  | BRIDGE〜あの橋をわたるとき〜                                    | 熱い男対決                     |
| 31                                                                           | 紅 | 角田晃広（東京03）                               | 3  | さよならのオーシャン                                            | 憧れ、憧れられ対決             |
| 32                                                                           | 白 | 杉山清貴                                         | 初 | ふたりの夏物語                                                  | 憧れ、憧れられ対決             |
| 昭和〜平成〜令和アイドル祭り ノーサイドアイドルメドレー（with 飯塚高史 [2]） |    |                                                  |    |                                                                 |                                |
| 33                                                                           | 紅 | さだまさし                                       | 3  | 償い                                                            | THE名曲対決                    |
| 34                                                                           | 白 | 平松愛理                                         | 初 | 部屋とYシャツと私〜あれから〜                                   | THE名曲対決                    |
| 35                                                                           | 紅 | 倖田來未                                         | 初 | GOLDFINGER 2019                                                 | 歌姫DIVA対決                   |
| 36                                                                           | 白 | NOKKO（レベッカ）                                | 初 | フレンズ                                                        | 歌姫DIVA対決                   |
| 37                                                                           | 紅 | 泉谷しげる                                       | 初 | 春夏秋冬                                                        | しげる対決                     |
| 38                                                                           | 白 | 松崎しげる                                       | 2  | 愛のメモリー                                                    | しげる対決                     |
| 三百六十五歩のマーチ                                                         |    |                                                  |    |                                                                 |                                |

- 年の瀬芸能ショー

MC：小松靖（テレビ朝日アナウンサー） [3]、弘中綾香（テレビ朝日アナウンサー） [初]、徳井健太（平成ノブシコブシ） [3]、永野 [3]、ノブ（千鳥） [3]、アップアップガールズ（2） [初]、EBiDAN KiDS[初]、カミングフレーバー（SKE48） [初]、ジョーク東郷 [初]、東京ホテイソン [初]、ノブ（千鳥）&玉井 [初]、B.O.L.T [初]、松浦航大 [初]、眉村ちあき [初]、みぎてやじるし ひだりてはーと from 今日、好きになりました。 [初]
出典

## 2020年（第4回）
- 会場：グランドプリンスホテル新高輪「飛天」（無観客開催）[21][22]
- 総合司会：東京03
- 応援団長：舘ひろし
- 主宰：ももいろクローバーZ
- 紅組（玉井詩織・高城れに）、      白組（百田夏菜子・佐々木彩夏） 。

| 曲順                                                | 組 | アーティスト                            | 回 | 楽曲                                                  |
| --------------------------------------------------- | -- | --------------------------------------- | -- | ----------------------------------------------------- |
| 1                                                   | 紅 | 木梨憲武                                | 初 | 不思議なモナリザ                                      |
| 2                                                   | 白 | EXIT                                    | 初 | I got it get it                                       |
| 3                                                   | 紅 | Happy Around! from D4DJ                 | 初 | ぐるぐるDJ TURN!!                                     |
| 4                                                   | 白 | Reol                                    | 初 | 第六感                                                |
| 5                                                   | 紅 | OWV                                     | 初 | Ready Set Go                                          |
| 6                                                   | 白 | SUPER★DRAGON                            | 2  | 行くぜっ!怪盗少女                                     |
| 7                                                   | 紅 | STARRY PLANET☆                          | 初 | Bloomy＊スマイル                                      |
| 8                                                   | 白 | オーイシマサヨシ                        | 初 | 世界が君を必要とする時が来たんだ                      |
| 9                                                   | 紅 | アップアップガールズ（仮）              | 3  | FOREVER YOUNG                                         |
| 9                                                   | 紅 | アップアップガールズ（2）               | 初 | FOREVER YOUNG                                         |
| 10                                                  | 白 | mirage2                                 | 初 | キセキ                                                |
| 11                                                  | 紅 | Kizuna AI                               | 2  | Touch Me                                              |
| 12                                                  | 白 | 私立恵比寿中学                          | 2  | 仮契約のシンデレラ                                    |
| 13                                                  | 紅 | 中澤卓也                                | 2  | 約束                                                  |
| 14                                                  | 白 | 塩乃華織                                | 4  | 七尾線                                                |
| 15                                                  | 紅 | 夕闇に誘いし漆黒の天使達                | 初 | 猫サンキュー                                          |
| 16                                                  | 白 | TTJ                                     | 初 | シャウト!                                             |
| 17                                                  | 紅 | 松本明子                                | 4  | 星猫 & リンドバーグ                                   |
| 18                                                  | 白 | HY                                      | 初 | AM11:00                                               |
| 19                                                  | 紅 | サイプレス上野とロベルト吉野            | 4  | PRINCE OF YOKOHAMA 2016                               |
| 20                                                  | 白 | 戸田恵子                                | 初 | 強がり                                                |
| 21                                                  | 紅 | スカイピース                            | 初 | オタパリパーティー                                    |
| 22                                                  | 白 | 氣志團                                  | 4  | 走れ!                                                 |
| 23                                                  | 紅 | ファンキー加藤 with ももいろクローバーZ | 2  | On Your Mark                                          |
| 24                                                  | 白 | 東京女子流                              | 3  | キミニヲクル                                          |
| 最強アイドルメドレー                                |    |                                         |    |                                                       |
| 25                                                  | 紅 | 高木ブー&高城れに                       | 初 | ON A LITTLE BAMBOO BRIDGE                             |
| 26                                                  | 白 | 倖田來未                                | 2  | Killer monsteR                                        |
| 27                                                  | 紅 | 河村隆一                                | 初 | 名なし花                                              |
| 28                                                  | 白 | HYDE                                    | 初 | ZIPANG                                                |
| 29                                                  | 紅 | 夢スター春・秋                          | 初 | ごめんなさい、ありがとう                              |
| 30                                                  | 白 | ZERO                                    | 初 | NAROCO                                                |
| 本広克行演出 機動戦士ガンダム〜はじまりのはじまり〜 |    |                                         |    |                                                       |
| 31                                                  | 紅 | 妃海風 feat. 花柳糸之社中               | 2  | パート・オブ・ユア・ワールド                          |
| 32                                                  | 白 | 尾上松也                                | 初 | 俺のおかげさ                                          |
| 33                                                  | 紅 | Creepy Nuts                             | 3  | かつて天才だった俺たちへ                              |
| 34                                                  | 白 | 広瀬香美 with 百田夏菜子                | 初 | ロマンスの神様                                        |
| 35                                                  | 紅 | 加藤いづみ                              | 初 | 好きになって、よかった                                |
| 36                                                  | 白 | 森口博子                                | 4  | 君を見つめて-The time I’m seeing you- / with 本田雅人 |
| 36                                                  | 白 | 森口博子                                | 4  | 水の星へ愛をこめて                                    |
| 2020今年の顔メドレー                                |    |                                         |    |                                                       |
| ヒプノシスマイク『特別応援ラップ』                  |    |                                         |    |                                                       |
| 37                                                  | 紅 | 角田晃広（東京03）                      | 4  | HOLD YOUR LAST CHANCE                                 |
| 38                                                  | 白 | ビートきよし                            | 3  | 浅草キッド                                            |
| 39                                                  | 紅 | さだまさし                              | 4  | 奇跡2021                                              |
| 40                                                  | 白 | 泉谷しげる                              | 2  | 春夏秋冬                                              |
| 41                                                  | 紅 | 西川貴教                                | 2  | As a route of ray                                     |
| 42                                                  | 白 | NOKKO feat. 佐々木彩夏                  | 2  | 人魚                                                  |
| 43                                                  | 紅 | 松崎しげる                              | 3  | 愛のメモリー                                          |
| 44                                                  | 白 | 香芝誠・生駒吉乃                        | 初 | この世界をうまく泳ぐなら                              |
| 三百六十五歩のマーチ                                |    |                                         |    |                                                       |

- 最強アイドルメドレー
  - ももいろクローバーＺ「WISH」（BS日テレのみの放送）（abemaは2019年のアイドルメドレーハイライトを放送）
  - 妃海風、佐保明梨、青柳佑芽、小山星流、工藤菫、鈴木あゆ、鈴木芽生菜、住田悠華、古谷柚里花、アップアップガールズ（2）「♡桃色片想い♡」
  - 玉井詩織「セーラー服と機関銃」
  - 中澤卓也、サンダードラゴン（SUPER★DRAGON）「YOUNG MAN（Y.M.C.A.）」
  - 柏木ひなた、たこやきレインボー、超ときめき♡宣伝部「なんてったってアイドル」
  - 東京女子流、ももいろクローバーZ「鼓動の秘密」
  - 野々村真、ファイヤードラゴン（SUPER★DRAGON）「男の勲章」
  - アップアップガールズ（2）、私立恵比寿中学「Mr.Moonlight 〜愛のビッグバンド〜」
  - 新井ひとみ、佐保明梨、塩乃華織、堀くるみ「White Love」
  - 高城れに、松本明子、森口博子「ポリリズム」
  - アップアップガールズ（仮）、たこやきレインボー、超ときめき♡宣伝部「恋するフォーチュンクッキー」
  - アップアップガールズ（2）、佐々木彩夏、たこやきレインボー、東京女子流「アザトカワイイ」
  - 塩乃華織、妃海風、SUPER★DRAGON「Make You Happy」
  - 私立恵比寿中学、宇野愛海、瑞季「えびぞりダイアモンド!!」
  - 朝日奈央、ももいろクローバーZ、超ときめき♡宣伝部「ガンバレ乙女（笑）」
  - 朝日奈央、ももいろクローバーZ「一緒に…（Happiness 2020）」
  - アップアップガールズ（仮）、アップアップガールズ（2）、朝日奈央、ももいろクローバーZ、星名美怜、中江友梨、清井咲希、辻野かなみ「アッパーカット!」
- 本広克行演出 機動戦士ガンダム〜はじまりのはじまり〜
  - オーイシマサヨシ「砂の十字架」
  - 玉井詩織「哀 戦士」
  - 森口博子「めぐりあい」
  - 戸田恵子「いまはおやすみ」
- 2020今年の顔メドレー
  - ファーストサマーウイカ with ハラミちゃん「紅蓮華」
  - えなこ「名探偵キミに次ぐ」
  - 川崎鷹也「魔法の絨毯」
  - 石川柊太 with 佐々木彩夏「仕事した」（原曲は「仕事しろ」だが、活躍したのでこの日限定バージョンで披露した）
  - Kanakoo（演：百田夏菜子）「香水」
  - 703号室「偽物勇者」
  - ひらめ「ポケットからきゅんです!」
- ヒプノシスマイク『特別応援ラップ』
  - 山田二郎・入間銃兎・夢野幻太郎・伊弉冉一二三・躑躅森盧笙・四十物十四
- 夢グループ『オールスター歌謡ショー』
- 水前寺清子&LINE UP「三百六十五歩のマーチ」
- ゲスト等

朝日奈央 [初]、石川柊太 [2]、石田重廣&保科有里（夢グループ） [初]、市川猿之助 [初]、ukka [初]、江頭2:50 [初]、えなこ [初]、岡田将生 [2]、オラキオ [初]、Kanakoo（演：百田夏菜子） [3]、川崎鷹也 [初]、GO（オテンキ） [初]、笑福亭鶴瓶 [4]、ジョーク東郷 [初]、シルクロード（Fischer's） [3]、水前寺清子 [4]、たこやきレインボー [3]、田中将大 [4]、超ときめき♡宣伝部 [初]、中山秀征 [初]、703号室 [初]、野々村真[2]、ハラミちゃん [初]、ヒプノシスマイク（山田二郎・入間銃兎・夢野幻太郎・伊弉冉一二三・躑躅森盧笙・四十物十四） [3]、ひらめ [初]、ファーストサマーウイカ [初]、ほたるゲンジ [2]、夢グループ『オールスター歌謡ショー』 / 夢スター春・秋 選抜メンバー（あべ静江・石井明美・桑江知子・ZERO・平浩二・高道・保科有里・三善英史） [初] ほか
出典

## 2021年（第5回）
- 会場：日本武道館
- 総合司会：東京03
- 応援団長：舘ひろし
- 主宰：ももいろクローバーZ
- 紅組（玉井詩織・佐々木彩夏）、      白組（百田夏菜子・高城れに） 。

| 1                                     | 白 | ももクロちゃんと木梨とココリコ遠藤とホリケンとカンニング竹山 | 初 | 最高な毎日にするために自分からグイッと動き言葉に気をつけ しかけは早め全て面白がり答えは追い追いやってくる |
| 2                                     | 紅 | 氣志團                                                       | 5  | ピンキージョーンズ                                                                                        |
| 3                                     | 白 | SUPER★DRAGON                                                 | 3  | 君は1000%                                                                                                 |
| 4                                     | 紅 | 超ときめき♡宣伝部                                            | 初 | Cupid in Love                                                                                             |
| 5                                     | 白 | Anna                                                         | 初 | 旅行計画                                                                                                  |
| 6                                     | 紅 | CZ'21                                                        | 初 | Inside The Mirror                                                                                         |
| 7                                     | 白 | 東京女子流                                                   | 4  | ストロベリーフロート                                                                                      |
| 8                                     | 紅 | 703号室                                                      | 2  | 裸足のシンデレラ                                                                                          |
| 9                                     | 白 | 尾崎裕哉                                                     | 初 | I LOVE YOU                                                                                                |
| 10                                    | 紅 | アップアップガールズ（仮）                                   | 4  | 一歩目のYES!                                                                                              |
| 11                                    | 白 | 塩乃華織                                                     | 5  | きのくに線                                                                                                |
| 12                                    | 紅 | 浪江女子発組合                                               | 初 | なみえのわ                                                                                                |
| 13                                    | 白 | イナズマこぶたランド                                         | 初 | ダイアナ                                                                                                  |
| 14                                    | 紅 | 私立恵比寿中学                                               | 3  | Anytime, Anywhere                                                                                         |
| 世代を超えたアニソンヒットメドレー    |    |                                                              |    | |
| 15                                    | 白 | サンリオキャラクターズ feat.ももくろちゃんZ                  | 初 | サンリオキャラクターズ×ももくろちゃんZ♡KAWAII STAGE                                                       |
| 16                                    | 紅 | ゴリエ feat.あーりん                                         | 初 | Pecori♡Night                                                                                              |
| 17                                    | 白 | 上坂すみれ                                                   | 初 | 革命的ブロードウェイ主義者同盟                                                                            |
| 18                                    | 紅 | オーイシマサヨシ                                             | 2  | 君じゃなきゃダメみたい                                                                                    |
| 19                                    | 白 | 加山雄三                                                     | 4  | 旅人よ |
| 20                                    | 紅 | HYDE                                                         | 2  | FINAL PIECE                                                                                               |
| 21                                    | 白 | MORISAKI WIN                                                 | 初 | パレード - PARADE                                                                                         |
| 22                                    | 紅 | 松本明子                                                     | 5  | 港猫 |
| 最強アイドルメドレー2021              |    |                                                              |    | |
| 23                                    | 白 | 華原朋美                                                     | 初 | I'm proud                                                                                                 |
| 24                                    | 紅 | ファンキー加藤 with ももいろクローバーZ                      | 3  | 吼えろ 2021                                                                                               |
| 25                                    | 白 | Da-iCE                                                       | 初 | CITRUS |
| 26                                    | 紅 | 泉谷しげる                                                   | 3  | 春夏秋冬                                                                                                  |
| プロレスコーナー 大仁田厚 VS 青木真也 |    |                                                              |    | |
| 27                                    | 白 | MAX                                                          | 初 | TORA TORA TORA                                                                                            |
| 28                                    | 紅 | 高橋ジョージ                                                 | 初 | ロード |
| 29                                    | 白 | 戸田恵子 feat.百田夏菜子                                     | 2  | 強がり |
| 30                                    | 紅 | ファーストサマーウイカ                                       | 2  | カメレオン                                                                                                |
| 31                                    | 白 | ウマ娘 プリティーダービー feat.高城れに                      | 初 | うまぴょい伝説                                                                                            |
| 32                                    | 紅 | 森口博子                                                     | 5  | ホイッスル                                                                                                |
| 33                                    | 白 | ゆいか（本仮屋ユイカ）                                       | 初 | HAPPY WEEKEND LOVE                                                                                        |
| 34                                    | 紅 | 角田晃広（東京03）                                           | 5  | SUPER STAR                                                                                                |
| 今年の顔2021                          |    |                                                              |    | |
| 35                                    | 白 | サイプレス上野とロベルト吉野                                 | 5  | よっしゃっしゃっす〆                                                                                      |
| 36                                    | 紅 | 妃海風 feat.玉井詩織                                         | 3  | ディズニーメドレー「自由への扉」「いつか王子様が」「美女と野獣」                                          |
| 37                                    | 白 | 西川貴教                                                     | 3  | WHITE BREATH                                                                                              |
| 38                                    | 紅 | 松崎しげる                                                   | 4  | 愛のメモリー                                                                                              |
| ヒプノシスマイク特別応援ラップ        |    |                                                              |    | |
| 39                                    | 白 | さだまさし                                                   | 5  | 案山子 |
| 40                                    | 紅 | 大友康平（HOUND DOG）                                        | 3  | AMBITIOUS                                                                                                 |
| 41                                    | 白 | NOKKO                                                        | 3  | MOON |
| 42                                    | 紅 | s**t kingz × Z♡♡princez（玉井詩織&佐々木彩夏）               | 初 | FFP feat.C&K                                                                                              |
| 42                                    | 紅 | s**t kingz × Z♡♡princez（玉井詩織&佐々木彩夏）               | 初 | 華麗なる復讐 –“THE SHOW”ガチダンスRemix ver.-                                                             |
| 43                                    | 白 | 吉田栄作                                                     | 初 | 人生はひとつ でも一度じゃない〜MOA                                                                        |
| 43                                    | 白 | 吉田栄作                                                     | 初 | 今を抱きしめて                                                                                            |
| 44                                    | 紅 | 五木ひろし                                                   | 初 | 契り |
| 水前寺清子 三百六十五歩のマーチ       |    |                                                              |    | |
| ももいろクローバーZ 2022 LIVE         |    |                                                              |    | |

- 出演者（50音順・[]内は出場回数）

青木真也 [初]、朝日奈央 [2]、あたらよ [初]、アップアップガールズ（仮） [4]、彩羽真矢 [初]、Anna [初]、いぎなり東北産 [初]、石川柊太 [3]、泉谷しげる [3]、五木ひろし [初]、イナズマこぶたランド [初]、上坂すみれ [初]、ウマ娘 プリティーダービー [初]、遠藤章造（ココリコ） [初]、オーイシマサヨシ [2]、大黒柚姫（TEAM SHACHI） [初] 、大仁田厚 [初]、大友康平（HOUND DOG） [3]、岡田将生 [3]、尾崎裕哉 [初]、角田晃広（東京03） [5]、華原朋美 [初]、川瀬あやめ（ukka） [2]、カンニング竹山 [初]、氣志團 [5]、木梨憲武 [2]、CROWN POP [初]、ゴリエ [初]、コロット木村[初]、サイプレス上野とロベルト吉野 [5]、Saucy Dog [初]、坂本遥奈（TEAM SHACHI） [初]、さだまさし [5]、サンリオキャラクターズ [初]、CZ'21[初]、塩乃華織 [5]、s**t kingz [初]、笑福亭鶴瓶 [5]、しらスタ&虹色侍ずま&松浦航大 [初]、私立恵比寿中学 [3]、水前寺清子 [5]、SUPER★DRAGON [3]、鈴木鈴木 [初]、Da-iCE [初]、高橋ジョージ [初]、田中将大 [5]、超ときめき♡宣伝部[2]、東京女子流 [4]、戸田恵子 [2]、永野芽郁 [初]、703号室[2]、浪江女子発組合 [初]、西川貴教 [3]、NOKK O[3]、ののちゃん（村方乃々佳） [初]、HYDE [2]、春名真依（ex.たこやきレインボー） [4]、ヒコロヒー [初]、妃海風 [3]、ヒプノシスマイク（山田三郎・毒島メイソン理鶯・有栖川帝統・観音坂独歩・天谷奴零・天国獄） [4]、ひろゆき [初]、ファーストサマーウイカ [2]、ファンキー加藤 [3]、BOYS AND MEN [3]、ほたるゲンジ [2]、堀内健（ネプチューン） [初]、mao [初]、松崎しげる [4]、松本明子 [5] / MAX [初]、まなまる [初]、MOA [初]、もーりーしゅーと [初]、森口博子 [5]、MORISAKI WIN [初]、山野さと子 [初]、ゆいか（本仮屋ユイカ） [初]、吉田栄作 [初]
- 特別企画出演

石川柊太、岡田将生、佐藤輝明、笑福亭鶴瓶、田中将大、永野芽郁、錦鯉、ほたるゲンジ
- 干支“虎”企画

カモ虎課長、ゴジーラ久山、タイガーマスク、た伊賀―くん、とらきち、トラッキー、とらとうちゃん、トラリピくん、みやびん
- 世代を超えたアニソンヒットメドレー
  - オーイシマサヨシ 「廻廻奇譚」
  - SUPER★DRAGON 「Cry Baby」
  - 真山りか「U」
  - 百田夏菜子、安杜羽加、大黒柚姫、田中咲帆、安本彩花「おジャ魔女カーニバル」
  - BOYS AND MEN「ニューチャレンジャー」
  - 大友康平（HOUND DOG）「ROCKS」
  - 戸田恵子「コスモスに君と」
  - ファーストサマーウイカ「限界突破×サバイバー」
  - ももいろクローバーZ「月色Chainon」
  - 森口博子「サムライハート」
  - 森口博子「サイレントヴォイス」
  - 西川貴教 feat.Annaダンサーズ「Meteor」
  - 山野さと子「ドラえもんのうた」
  - mao「夢をかなえてドラえもん」
- 最強アイドルメドレー2021
  - 遠藤章造（ココリコ）、カンニング竹山、百田夏菜子、CZ'21「ジュリアに傷心」
  - 松本明子、高城れに、超ときめき♡宣伝部「すきっ!」
  - 玉井詩織「スローモーション」
  - BOYS AND MEN、SUPER★DRAGON、小島はな「Butter」
  - 森口博子、山邊未夢、新井ひとみ、中江友梨、小泉遥香、菅田愛貴、辻野かなみ、鈴木萌花、内藤るな、橘花怜、雪月心愛
  - 「君しか勝たん」（日向坂46） 私立恵比寿中学、律月ひかる、北美梨寧、吉瀬真珠、藤谷美海、葉月結菜、古谷柚里花、工藤菫、青柳佑芽、住田悠華「MajiでKoiする5秒前」
  - 妃海風「吐息でネット。」
  - 塩乃華織、松本明子「咲き誇れ愛しさよ」
  - 佐々木彩夏、坂本遥奈、アメフラっシ、三田美吹、田中咲帆、柏木ひなた、桜木心菜、伊達花彩、庄司芽生、鈴木あゆ、小山星流、関根梓「根も葉もRumor」
  - 彩羽真矢、妃海風、Annaダンサーズ「Go!Go!Heaven」
  - ファーストサマーウイカ「ファイト!!」
  - 高城れに、杏ジュリア、桜木心菜、春名真依、安杜羽加、桜ひなの、坂本遥奈、里菜、川瀬あやめ「Feel Special」
  - 朝日奈央、百田夏菜子、播磨かな、市川優月、三田美吹、伊達花彩、吉川ひより「U.S.A.」
  - MAX、愛来、高井千帆、藤田愛理、坂井仁香「Ride on time」
  - いぎなり東北産「天下一品〜みちのく革命〜2020ver.」
- プロレスコーナー 大仁田厚 VS 青木真也

青木真也、大仁田厚、加藤憲（リングアナウンサー）、清野茂樹（実況）、東京03・豊本明長（解説）、ファンキー加藤（解説）
- 今年の顔2021
  - ひろゆきの質問コーナー
  - まなまる「ものまね弾き語りメドレー」
  - もーりーしゅーと「ずっともっと」
  - Saucy Dog「シンデレラボーイ」
  - あたらよ「10月無口な君を忘れる」
  - ののちゃん（村方乃々佳）「ののちゃん どうよう&あそびうたメドレー」
  - 鈴木鈴木「ホワイトキス」
  - ヒコロヒー「旅人のうた」
  - コロット木村
  - しらスタ&虹色侍ずま&松浦航大「WINDING ROAD」
  - 彩羽真矢・オーイシマサヨシ・妃海風「SMILE〜晴れ渡る空のように〜」
- ヒプノシスマイク 特別応援ラップ

ヒプノシスマイク（山田三郎・毒島メイソン理鶯・有栖川帝統・観音坂独歩・天谷奴零・天国獄）
- ウマ娘 プリティーダービー 出走メンバー

スペシャルウィーク（和氣あず未）、サイレンススズカ（高野麻里佳）、トウカイテイオー（Machico）、ゴールドシップ（上田瞳）、ウオッカ（大橋彩香）、マンハッタンカフェ（小倉唯）、エルコンドルパサー（高橋ミナミ）、オグリキャップ（高柳知葉）、シンボリルドルフ（田所あずさ）、マチカネタンホイザ（遠野ひかる）、キングヘイロー（佐伯伊織）
- バーチャル若大将 カウントダウンで「行くぜっ!怪盗少女」コラボレーション

出典

## 2022年（第6回）
- 会場：日本武道館
- 総合司会：飯塚悟志（東京03）
- 主宰：ももいろクローバーZ
- 紅組（玉井詩織・佐々木彩夏）、      白組（百田夏菜子・高城れに） 。

| 曲順                                                                               | 組 | アーティスト                                                | 回 | 楽曲                                                      |
| ---------------------------------------------------------------------------------- | -- | ----------------------------------------------------------- | -- | --------------------------------------------------------- |
| オープニングライブ ももいろクローバーZ、いぎなり東北産、ukka、TEAM SHACHI、BUDDiiS |    |                                                             |    |                                                           |
| 開会宣言                                                                           |    |                                                             |    |                                                           |
| 1                                                                                  | 紅 | 超ときめき♡宣伝部                                           | 3  | STAR                                                      |
| 2                                                                                  | 白 | 氣志團                                                      | 6  | 結婚闘魂行進曲「マブダチ」                                |
| 3                                                                                  | 紅 | SUPER★DRAGON                                                | 4  | So Woo                                                    |
| 4                                                                                  | 白 | THE SUPER FRUIT                                             | 初 | チグハグ                                                  |
| 5                                                                                  | 紅 | =LOVE                                                       | 初 | Be Selfish                                                |
| 6                                                                                  | 白 | Da-iCE                                                      | 2  | スターマイン                                              |
| 7                                                                                  | 紅 | 東京女子流                                                  | 5  | コーナーカット・メモリーズ                                |
| 8                                                                                  | 白 | THE BEAT GARDEN                                             | 初 | Start Over                                                |
| 世代を超えたアニソンメドレー                                                       |    |                                                             |    |                                                           |
| 9                                                                                  | 紅 | 塩乃華織                                                    | 6  | 命さらしても                                              |
| 10                                                                                 | 白 | Anna                                                        | 2  | 花のように                                                |
| 11                                                                                 | 紅 | Toshl（龍玄とし）                                           | 初 | DIVA DIVA                                                 |
| 12                                                                                 | 白 | 鈴木愛理                                                    | 初 | heart notes                                               |
| 13                                                                                 | 紅 | 私立恵比寿中学                                              | 4  | まだ×2売れたいエモーション!                               |
| 14                                                                                 | 白 | ウマ娘 プリティーダービー                                   | 2  | 走れウマ娘 大晦日特別ver.                                 |
| 15                                                                                 | 紅 | ばんばんざい                                                | 初 | 宵花火                                                    |
| 16                                                                                 | 白 | サイプレス上野とロベルト吉野                                | 6  | おもしろおかしく                                          |
| 最強アイドルメドレー2022                                                           |    |                                                             |    |                                                           |
| 17                                                                                 | 紅 | FANTASTICS from EXILE TRIBE                                 | 初 | Choo Choo TRAIN                                           |
| 18                                                                                 | 白 | 703号室                                                     | 3  | バケモノ。                                                |
| 19                                                                                 | 紅 | 松本明子with 超ときめき♡宣伝部                              | 6  | ギュッと!                                                 |
| 20                                                                                 | 白 | 泉谷しげる                                                  | 4  | 春夏秋冬                                                  |
| ももいろクローバーZによるマー君が今、ライブで観たい田中将大応援歌メドレー          |    |                                                             |    |                                                           |
| 21                                                                                 | 紅 | ファーストサマーウイカ                                      | 3  | Open the Door                                             |
| 22                                                                                 | 白 | wacci                                                       | 初 | 恋だろ                                                    |
| 23                                                                                 | 紅 | nobodyknows+                                                | 初 | ココロオドル                                              |
| 24                                                                                 | 白 | ヘラヘラ三銃士                                              | 初 | 狂騒マリオネット                                          |
| 25                                                                                 | 紅 | アイドルマスター シンデレラガールズwith ももいろクローバーZ | 初 | Majoram Therapie                                          |
| 26                                                                                 | 白 | 超特急                                                      | 初 | バッタマン                                                |
| 27                                                                                 | 紅 | 東京ホテイソン                                              | 2  | 歴史の授業                                                |
| 28                                                                                 | 白 | オテンキ                                                    | 初 | 正義のヒーロー                                            |
| ABEMA『声優と夜あそび』コラボ 森久保祥太郎、仲村宗悟、百田夏菜子                   |    |                                                             |    |                                                           |
| 29                                                                                 | 紅 | SOPHIA                                                      | 初 | ミサイル                                                  |
| 30                                                                                 | 白 | Novelbright                                                 | 初 | 愛とか恋とか                                              |
| 31                                                                                 | 紅 | 湘南乃風                                                    | 初 | 睡蓮花                                                    |
| 32                                                                                 | 白 | 森口博子                                                    | 6  | 『機動戦士ガンダム ククルス・ドアンの島』主題歌「Ubugoe」 |
| 33                                                                                 | 紅 | かが屋 feat.玉井詩織                                        | 初 | 玉井の提案                                                |
| 34                                                                                 | 白 | 土佐兄弟                                                    | 初 | 高校生あるある                                            |
| ミュージカル『刀剣乱舞』刀剣男子の応援パフォーマンス                               |    |                                                             |    |                                                           |
| 35                                                                                 | 紅 | さだまさし                                                  | 6  | キーウから遠く離れて                                      |
| 36                                                                                 | 白 | 戸田恵子                                                    | 3  | 強がり                                                    |
| 37                                                                                 | 紅 | 山本譲二 feat.ukka                                          | 初 | みちのくひとり旅                                          |
| 38                                                                                 | 白 | 西川貴教 feat.ももいろクローバーZ                           | 4  | 鉄血†Gravity                                              |
| 39                                                                                 | 紅 | 松崎しげる                                                  | 5  | 愛のメモリー                                              |
| 40                                                                                 | 白 | 五木ひろし                                                  | 2  | 山河                                                      |
| 水前寺清子 三百六十五歩のマーチ                                                    |    |                                                             |    |                                                           |
| ももいろクローバーZ 年初めLIVE 2023                                                |    |                                                             |    |                                                           |

- 出演者（50音順・[]内は出場回数）

アイドルマスター シンデレラガールズ [初]、AMEFURASSHI [2]、Anna [2]、いぎなり東北産 [2]、=LOVE [初]、石川柊太 [4]、泉谷しげる [4]、五木ひろし [2]、ukka [初]、ウマ娘 プリティーダービー [2]、オーイシマサヨシ [3]、岡田将生 [4]、オテンキ [初]、かが屋 [初]、氣志團 [6]、CROWN POP（三田美吹）[2]、小西成弥 [初]、サイプレス上野とロベルト吉野 [6]、ささきいさお [初]、THE SUPER FRUIT [初]、さだまさし [6]、塩乃華織 [6]、湘南乃風 [初]、笑福亭鶴瓶 [6]、私立恵比寿中学 [4]、水前寺清子 [6]、SUPER★DRAGON [4]、鈴木愛理 [初]、青春応援団 我無沙羅 [初]、声優と夜あそび（森久保祥太郎・仲村宗悟） [初]、SOPHIA [初]、Da-iCE [2]、田中将大 [6]、TEAM SHACHI [初]、超ときめき♡宣伝部 [3]、超特急 [初]、東京女子流 [5]、東京ホテイソン [2]、土佐兄弟 [初]、Toshl [初]、戸田恵子 [3]、703号室 [3]、西川貴教 [4]、nobodyknows+ [初]、Novelbright [初]、BUDDiiS [初]、播磨かな [2]、ばんばんざい [初]、THE BEAT GARDEN [初]、ファーストサマーウイカ [3]、FANTASTICS from EXILE TRIBE [初]、ヘラヘラ三銃士 [初]、B.O.L.T（内藤るな）[2]、松崎しげる [5]、松本明子 [6]、ミュージカル『刀剣乱舞』刀剣男士（豊前江／桑名江／松井江／五月雨江／村雲江／水心子正秀） [初]、森口博子 [6]、山本譲二 [初]、wacci [初] ほか
- 世代を超えたアニソンメドレー
  - オーイシマサヨシ「ミックスナッツ」
  - SUPER★DRAGON「君が好きだと叫びたい」
  - 高城れに、松本明子 「DANZEN! ふたりはプリキュア Ver.Max Heart」
  - 鈴木愛理、伊達花彩（いぎなり東北産）、 大黒柚姫（TEAM SHACHI）、菅田愛貴（超ときめき♡宣伝部）、新井ひとみ（東京女子流）「MOON REVENGE」
  - KEVIN、MORRIE（BUDDiiS）「心絵」（メジャー）
  - Anna「君の知らない物語」
  - 森口博子「ラムのラブソング」
  - 佐々木彩夏、青春応援団 我無沙羅、石川柊太「アイウエ」
  - 西川貴教「ウィーアー!」
  - 真山りか「新時代」
  - ささきいさお「銀河鉄道999」「宇宙戦艦ヤマト」
- 最強アイドルメドレー2022
  - 齊藤なぎさ、佐々木彩夏、小泉遥香、播磨かな、鈴木萌花「現役アイドルちゅ〜」
  - 橘花怜「天使のウインク」
  - 高城れに、中山莉子、坂本遥奈、小島はな、内藤るな、杏ジュリア、北美梨寧、安杜羽加、芹澤もあ「Fanfare」
  - 佐々木彩夏、山邊未夢「だいしきゅーだいしゅき」
  - SUPER★DRAGON「ソリクン -Japanese ver.-」
  - 川瀬あやめ、吉川ひより「波乗りパイレーツ」
  - 玉井詩織、タカシ&シューヤ（超特急）「世界中の誰よりきっと」
  - 佐々木彩夏、愛来、市川優月、桜木心菜、坂本遥奈、三田美吹、茜空、結城りな、吉瀬真珠、北美梨寧、庄司芽生、野口衣織、山本杏奈「元カレです」
  - 鈴木愛理、百田夏菜子、カイ&タクヤ（超特急）、小西成弥「学園天国」
  - 超ときめき♡宣伝部「私の一番かわいいところ」
  - BUDDiiS「Tamed-Dashed -Japanese ver.-」
  - ファーストサマーウイカ、ももいろクローバーZ「オーケストラ」
- ウマ娘 プリティーダービー 出走メンバー

スペシャルウィーク（和氣あず未）、トウカイテイオー（Machico）、ナイスネイチャ（前田佳織里）、マチカネタンホイザ（遠野ひかる）、キタサンブラック（矢野妃菜喜）、ツルマルツヨシ（青山吉能）、ナリタトップロード（中村カンナ）、シンボリクリスエス（春川芽生）、タニノギムレット（松岡美里）
- アイドルマスター シンデレラガールズ 出演メンバー

西園寺琴歌（安齋由香里）、大槻唯（山下七海）、北条加蓮（渕上舞）
出典

## 2023年（第7回）
- 会場：横浜アリーナ
- 名誉会長：五木ひろし
- 総合司会：飯塚悟志（東京03）
- 主宰：ももいろクローバーZ（紅組：玉井詩織・高城れに / 白組：百田夏菜子・佐々木彩夏）[注 11]

| 紅組（玉井詩織・高城れに） | 紅組（玉井詩織・高城れに）       | 紅組（玉井詩織・高城れに） | 紅組（玉井詩織・高城れに）         | 白組（百田夏菜子・佐々木彩夏） | 白組（百田夏菜子・佐々木彩夏） | 白組（百田夏菜子・佐々木彩夏） | 白組（百田夏菜子・佐々木彩夏）                                                    |
| 曲順 | アーティスト                     | 回                         | 楽曲                               | 曲順                           | アーティスト                   | 回                             | 楽曲                                                                              |
| --- | -------------------------------- | -------------------------- | ---------------------------------- | ------------------------------ | ------------------------------ | ------------------------------ | --------------------------------------------------------------------------------- |
| オープニングアクト（司会：土佐兄弟） 浪江女子発組合、EBiDAN NEXT、スタプラ研究生、CROWN POP、ukka、いぎなり東北産、iLIFE!、AMEFURASSHI、TEAM SHACHI、東京女子流 |                                  |                            |                                    |                                |                                |                                |                                                                                   |
| 開会宣言 名誉会長 五木ひろし |                                  |                            |                                    |                                |                                |                                |                                                                                   |
| | 超ときめき♡宣伝部                | 4                          | かわいいメモリアル                 |                                | 氣志團                         | 7                              | 喧嘩上等                                                                          |
| | 龍宮城                           | 初                         | SHORYU（→↓↘︎＋P）-2024ver.-         |                                | OCTPATH                        | 初                             | OCTAVE                                                                            |
| | YAMORI                           | 初                         | YAMORI BEATBOX SHOWCASE            |                                | 星乃夢奈                       | 初                             | 男の子のために可愛いわけじゃない！                                                |
| | =LOVE                            | 2                          | この空がトリガー                   |                                | ≠ME                            | 初                             | 天使は何処へ                                                                      |
| | お神セブン                       | 初                         | なんてったってアイドル             |                                | 塩乃華織                       | 7                              | 白夜行                                                                            |
| | 私立恵比寿中学                   | 5                          | BLUE DIZZINESS                     |                                | FRUITS ZIPPER                  | 初                             | わたしの一番かわいいところ                                                        |
| 笑顔の連鎖プロジェクト〜世代を超えて共に年越しを迎えよう〜 ももいろクローバーZ、ももいろクロおばあZ、EBiDAN NEXT                                                |                                  |                            |                                    |                                |                                |                                |                                                                                   |
| | フレデリック                     | 初                         | オドループ                         |                                | のん                           | 初                             | Beautiful Stars                                                                   |
| | BUDDiiS                          | 2                          | Brightness                         |                                | 超特急                         | 2                              | Party Maker                                                                       |
| 佐々木彩夏プロデュース 100人超え ノンストップ最強アイドルメドレー2023                                                                                           |                                  |                            |                                    |                                |                                |                                |                                                                                   |
| | 仲村宗悟                         | 初                         | WINNER                             |                                | 蒼井翔太                       | 初                             | 8th HEAVEN                                                                        |
| | 泉谷しげる                       | 5                          | 春夏秋冬                           |                                | 松平健                         | 初                             | マツケンサンバ × 行くぜっ！怪盗少女 -マツケンクローバーSPECIAL MEGA MIX SHOWCASE- |
| | 西川貴教                         | 5                          | Never say Never                    |                                | 石井竜也                       | 初                             | 浪漫飛行&HI TENSION LOVE feat.MICRO from HOME MADE家族                            |
| | 藤巻亮太                         | 初                         | 3月9日                             |                                | ガチャピン・ムックとカナコ     | 初                             | チョコレイト・ディスコ                                                            |
| ナチュラルにコーディネートされた歌合戦メドレー（種明かしは当日に）                                                                                              |                                  |                            |                                    |                                |                                |                                |                                                                                   |
| | 鈴木愛理                         | 2                          | 最強の推し！                       |                                | ヤングスキニー                 | 初                             | ゴミ人間、俺                                                                      |
| ヒプノシスマイク -Divison Rap Battle-（中王区 言の葉党） |                                  |                            |                                    |                                |                                |                                |                                                                                   |
| | CENT（セントチヒロ・チッチ）     | 初                         | 決心                               |                                | 湘南乃風                       | 2                              | 睡蓮花                                                                            |
| | 森口博子                         | 7                          | サムライハート 〜2022〜            |                                | ファーストサマーウイカ         | 4                              | 微笑みの爆弾                                                                      |
| | 大仁田厚                         | 2                          | 恋人も濡れる街角                   |                                | 増田恵子                       | 初                             | すずめ                                                                            |
| ももいろゴングショー |                                  |                            |                                    |                                |                                |                                |                                                                                   |
| | 妃海風                           | 4                          | TOMORROW                           |                                | 佐々木彩夏                     | 7                              | 仕事しろ！〜セレブレーション〜                                                    |
| | 早見沙織                         | 初                         | 視紅                               |                                | さだまさし（グレープ）         | 7                              | 精霊流し                                                                          |
| | ミュージカル『刀剣乱舞』刀剣男士 | 2                          | 刀剣乱舞                           |                                | FANTASTICS                     | 2                              | STARBOYS                                                                          |
| | 小林幸子                         | 2                          | 千本桜                             |                                | ヤバイTシャツ屋さん            | 初                             | かわE                                                                             |
| | 松崎しげる                       | 6                          | 愛のメモリー                       |                                | ウマ娘 プリティーダービー      | 3                              | トリセン音頭 Long ver.                                                            |
| | 玉井詩織座長率いるももクロ一座   |                            | ももいろ歌合戦スペシャルバージョン |                                | 大江裕                         | 初                             | まつり                                                                            |
| 水前寺清子 三百六十五歩のマーチ |                                  |                            |                                    |                                |                                |                                |                                                                                   |

- 出演者（50音順・[]内は出場回数）

iLiFE! [初]、蒼井翔太 [初]、AMEFURASSHI [3]、彩羽真矢 [2]、いぎなり東北産 [3]、=LOVE [2]、石井竜也 [初]、石川柊太 [5]、泉谷しげる [5]、ukka [2]、ウマ娘 プリティーダービー [3]、EBiDAN NEXT [初]、大江裕 [初]、大場美奈 [初]、大仁田厚 [2]、岡田将生 [5]、お神セブン [初]、OCTPATH [初]、オラキオ [2]、かが屋 [2]、ガチャピン・ムック [初]、氣志團 [7]、清野茂樹 [4]、CROWN POP [3]、小林幸子 [2]、佐々木彩夏 [7]、さだまさし [7]、塩乃華織 [7]、湘南乃風 [2]、笑福亭鶴瓶 [7]、私立恵比寿中学 [5]、新内眞衣 [初]、水前寺清子 [7]、鈴木愛理 [2]、スタプラ研究生 [初]、青春応援団 我無沙羅 [2]、CENT（セントチヒロ・チッチ） [初]、ダチョウ俱楽部 [初]、田中将大 [7]、玉置成実 [初]、TEAM SHACHI [2]、超ときめき♡宣伝部 [4]、超特急 [2]、T.M.Revolution [2]、東京女子流 [6]、東京ホテイソン [3]、土佐兄弟 [2]、とにかく明るい安村 [初]、翔猿 [初]、仲村宗悟 [初]、浪江女子発組合[2]、西川貴教[5]、≠ME [初]、のん [初]、HYDE [3]、BUDDiiS [2]、早見沙織 [初]、妃海風 [4]、ヒプノシスマイク -Division Rap Battle-（中王区 言の葉党）[5]、ファーストサマーウイカ [4]、FANTASTICS [2]、藤巻亮太 [初]、FRUITS ZIPPER [初]、フレデリック [初]、星乃夢奈 [初]、増田惠子 [初]、松崎しげる [6]、松平健 [初]、松本明子 [7]、MICRO from HOME MADE 家族 [初]、ミュージカル『刀剣乱舞』刀剣男士 （今剣／日向正宗／大包平／小竜景光／大般若長光／へし切長谷部） [2]、ももいろクロおばあZ [初]、森口博子 [7]、ヤバイTシャツ屋さん [初]、YAMORI [初]、ヤングスキニー [初]、龍宮城 [初] ほか
- 佐々木彩夏プロデュース100人超えノンストップ最強アイドルメドレー2023 出演者
  - 土佐有輝（土佐兄弟）、高城れに「ビートDEトーヒ」
  - 佐々木彩夏、超特急「Boom Boom Back」
  - 超ときめき♡宣伝部、タクヤ（超特急）「ギュッと!」
  - 玉井詩織、愛来（AMEFURASSHI）、安杜羽加（いぎなり東北産）、鎮西寿々歌（FRUITS ZIPPER）「How You Like That」
  - 松本明子、高城れに、秋本帆華（TEAM SHACHI）、律月ひかる（いぎなり東北産）、松本かれん（FRUITS ZIPPER）、雪月心愛（CROWN POP）「ちゅ、多様性。」
  - ファーストサマーウイカ、森口博子、松崎しげる、大江裕「オトナブルー」（新しい学校のリーダーズ）
  - 新内眞衣、佐々木彩夏、鈴木瞳美（≠ME）「ハート型ウイルス」
  - 播磨かな、新井ひとみ（東京女子流）、櫻井優衣（FRUITS ZIPPER）「サインはB」
  - 氣志團、龍宮城「勝手にしやがれ」
  - のん、ももいろクローバーZ「黒い週末」
  - 森口博子、ありぼぼ（ヤバイTシャツ屋さん）、私立恵比寿中学「シャボン玉」
  - 鈴木愛理、坂井仁香（超ときめき♡宣伝部）、橘花怜（いぎなり東北産）「アイドル」
  - 増田惠子、百田夏菜子「UFO」
  - 彩羽真矢「LEGEND」
- ナチュラルにコーディネートされた歌合戦メドレー 出演者

石井竜也、玉置成実、T.M.Revolution (西川貴教、森口博子
- ウマ娘 プリティーダービー 出走メンバー

キタサンブラック（矢野妃菜喜）、ドゥラメンテ（秋奈）、シュヴァルグラン（夏吉ゆうこ）、トウカイテイオー（Machico）、サクラローレル（真野美月）、マヤノトップガン（星谷美緒）、ヤエノムテキ（日原あゆみ）、トーセンジョーダン（鈴木絵理）、ダイイチルビー（礒部花凜）、マチカネタンホイザ（遠野ひかる）

## 2024年（第8回）
- 会場：武道館大ホール
- 総合司会：飯塚悟志（東京03）
- 主宰：ももいろクローバーZ
- 紅組（百田夏菜子・高城れに）、      白組（玉井詩織・佐々木彩夏） 。

| 曲順                                                                  | 組 | アーティスト                                                                | 回 | 楽曲                                                  |
| --------------------------------------------------------------------- | -- | --------------------------------------------------------------------------- | -- | ----------------------------------------------------- |
| オープニングアクト sis、スタプラ研究生                                |    |                                                                             |    |                                                       |
| 開会宣言 名誉会長 五木ひろし                                          |    |                                                                             |    |                                                       |
| 1                                                                     | 白 | 氣志團                                                                      | 8  | 俺たちにはももクロしかない                            |
| 2                                                                     | 紅 | 超ときめき♡宣伝部                                                           | 5  | 最上級にかわいいの!                                   |
| 3                                                                     | 白 | ≠ME                                                                         | 2  | ラストチャンス、ラストダンス                          |
| 4                                                                     | 紅 | 龍宮城                                                                      | 2  | 裏島                                                  |
| 5                                                                     | 白 | Bimi                                                                        | 初 | 輪-味変-                                              |
| 6                                                                     | 紅 | CENT(セントチヒロ・チッチ)                                                  | 2  | 百日草                                                |
| 7                                                                     | 白 | UNIS                                                                        | 初 | Curious                                               |
| 8                                                                     | 紅 | =LOVE                                                                       | ３ | 絶対アイドル辞めないで                                |
| 9                                                                     | 白 | BUDDiiS                                                                     | ３ | Iris                                                  |
| 10                                                                    | 紅 | 一之森大湖                                                                  | 初 | 一之森大湖です                                        |
| 涙のあとには笑いがやってくる -愛する者たちへの賛歌 2024-              |    |                                                                             |    |                                                       |
| 11                                                                    | 白 | シカ部（『しかのこのこのここしたんたん』より）                              | 初 | シカ色デイズ                                          |
| 12                                                                    | 紅 | THE PRIMALS                                                                 | 初 | エスケープ～次元の狭間オメガ：アルファ編～            |
| 13                                                                    | 白 | 宝鐘マリン                                                                  | 初 | 美少女無罪♡パイレーツ                                 |
| 14                                                                    | 紅 | 森口博子                                                                    | 8  | 思い出がいっぱい                                      |
| カリスマ特別応援歌                                                    |    |                                                                             |    |                                                       |
| 15                                                                    | 白 | のん                                                                        | 2  | 夢が傷むから（Inspired by 東京百景）                  |
| 16                                                                    | 紅 | ウマ娘 プリティーダービー                                                   | 4  | うまぴょいsummer                                      |
| 17                                                                    | 白 | 怒髪天                                                                      | 初 | ももいろ太鼓どどんが節                                |
| 18                                                                    | 紅 | 東京女子流                                                                  | 7  | datura                                                |
| れにちゃんの後半戦いってみよう！                                      |    |                                                                             |    |                                                       |
| 19                                                                    | 白 | サンプラザ中野くん・パッパラー河合（爆風スランプ）                          | 初 | Runner                                                |
| 20                                                                    | 紅 | 西川貴教                                                                    | 6  | FREEDOM                                               |
| 佐々木彩夏プロデュース 100人超え ノンストップ最強アイドルメドレー2024 |    |                                                                             |    |                                                       |
| 21                                                                    | 白 | ヤバイTシャツ屋さん                                                         | 2  | ハッピーウェディング前ソング（2年以内に別れないver.） |
| 22                                                                    | 紅 | ヒプノシスマイク -Division Rap Battle-（チュウオウ・ディビジョン 言の葉党） | 6  | Femme Fatale                                          |
| 23                                                                    | 白 | T-RIO（竹上良成・玉井詩織・武田真治）                                       | 初 | レディ・メイ                                          |
| 24                                                                    | 紅 | HYDE                                                                        | 4  | FINAL PIECE                                           |
| 25                                                                    | 白 | さだまさし                                                                  | 8  | いのちの理由                                          |
| 26                                                                    | 紅 | アヤ・シマヅ                                                                | 初 | Think & Amazing Grace                                 |
| 27                                                                    | 白 | 大江裕                                                                      | 初 | まつり                                                |
| 28                                                                    | 紅 | 松崎しげる feat.百田夏菜子                                                  | 7  | もしもピアノが弾けたなら                              |
| 水前寺清子 三百六十五歩のマーチ                                       |    |                                                                             |    |                                                       |

- 出演者（50音順・[]内は出場回数）

ICEx [初]、AMEFURASSHI [4]、アヤ・シマヅ [初]、いぎなり東北産 [4]、＝LOVE [3]、一之森大湖 [初]、ウマ娘 プリティーダービー [4]、江頭2:50 [2]、大江裕 [2]、大仁田厚 [3]、岡田将生 [6]、オラキオ [3]、柏木由紀 [初]、KAZUTA（n.SSign） [初]、カリスマ [初]、氣志團 [8]、CUTIE STREET [初]、清野茂樹 [5]、後藤真希 [初]、コロット木村 [2]、THE SUPER FRUIT [2]、さだまさし [8]、THE PRIMALS [初]、サンプラザ中野くん・パッパラー河合（爆風スランプ） [初]、シカ部（『しかのこのこのここしたんたん』より） [初]、笑福亭鶴瓶 [8]、私立恵比寿中学 [6]、新内眞衣 [2]、水前寺清子 [8]、青春応援団 我無沙羅 [3]、CENT(セントチヒロ・チッチ) [2]、ちぃたん☆ [2]、超ときめき♡宣伝部 [5]、東京女子流 [7]、東京ホテイソン [4]、土佐兄弟 [3]、怒髪天 [初]、T-RIO（竹上良成・玉井詩織・武田真治）[初]、浪江女子発組合 [3]、西川貴教 [6]、≠ME [2]、のん [2]、HYDE [4]、BUDDiiS [3]、花柳糸之社中 [8]、ハラミちゃん [2]、ヒプノシスマイク -Division Rap Battle-（チュウオウ・ディビジョン 言の葉党） [6]、Bimi [初]、ファントムシータ [初]、宝鐘マリン [初]、堀未央奈 [初]、松崎しげる [7]、松本明子 [8]、宮本佳林 [初]、森口博子 [8]、ヤバイTシャツ屋さん [2]、山野さと子 [2]、UNIS [初]、龍宮城 [2]、渡辺美優紀 [初]
- 涙のあとには笑いがやってくる -愛する者たちへの賛歌 2024-
  - 山野さとこ「ドラえもんのうた」
  - 竜宮城「ルパン三世のテーマ」
  - 松本明子、東京女子流「キューティーハニー」
  - ももいろクローバーZ「おどるポンポコリン」
- 佐々木彩夏プロデュース100人超えノンストップ“愛の”最強アイドルメドレー2024
  - CUTIE STREET、百田夏菜子「かわいいだけじゃだめですか?」
  - ファントムシータ「ゾクゾク」
  - KAZUTA(n.SSign)、ICEx「Sweet Venom」
  - 玉井詩織、堀未央奈、内藤るな&播磨かな&田中咲帆&里菜&千浜もあな&青山菜花（浪江女子発組合）、AMEFURASSHI、齋藤樹愛羅&高松瞳&山本杏奈&大場花菜（=LOVE）、UNIS、CUTIE STREET「LEAP HIGH！～明日へ、めいっぱい～」
  - いぎなり東北産「沼れ！マイラバー」
  - 龍宮城「Rising Sun」（EXILE）
  - AMEFURASSHI「Tongue Twister」
  - 佐々木彩夏、渡辺美優紀「わるきー」
  - 柏木由紀、高城れに、内藤るな&播磨かな&田中咲帆&雪月心愛&里菜&千浜もあな&青山菜花（浪江女子発組合）、いぎなり東北産、私立恵比寿中学「初日」
  - セントチヒロ·チッチ、愛来（AMEFURASSHI）「飾りじゃないのよ涙は」
  - 森口博子「「C」」
  - のん、ももいろクローバーZ「猛烈宇宙交響曲・第七楽章「無限の愛」」
  - 私立恵比寿中学、ももいろクローバーZ「スーパーヒーロー」
  - BUDDiiS「I wonder」
  - 松本明子、新内眞衣、冨田菜々風（≠ME）、野口衣織（＝LOVE）、雪月心愛（浪江女子発組合）「ミスター」
  - 後藤真希、宮本佳林、佐々木彩夏「Mr. Moonlight ～愛のビッグバンド～」
  - 後藤真希、ももいろクローバーZ「ザ★ピ～ス！」

なお年越しカウントダウンは翌日ノア武道館大会設営の関係から中継録画で放送
出典

## 配信・放送メディア
2022年まではBSでのテレビ放送もあったが、2023年からは本番組の制作を担うABEMAでの配信に一本化された（ラジオ放送は継続）。

### インターネット
- ABEMA
  - 2017 - 2023年 - [注 15] - 16:00 - 翌1:00
  - 2024年 - 12:00 - 19:00、23:45 - 翌0:30
  - 唯一開演から終演までフル尺放送されている。ただし、一部利権の関係で放送できない歌があり代替映像となることがあった。

### ラジオ
ニッポン放送では2018年から、同局制作の年末特別番組『ももいろクローバーZ 第○回ももいろ歌合戦 ラジオで生中継』として放送している。こちらでは、ももいろクローバーZのメンバーとも親交の深い吉田尚記がナビゲーターと現場レポーター役を兼務。冒頭数分間でももクロメンバーと吉田が掛け合う形で進行し、そののちに生中継を開始（いわゆる飛び乗り）。テレビ放送とは異なる番組構成で、バックヤードに吉田が潜入して出場歌手に声掛けしていくシーンが随所に挿入される。
2018・2019年はニッポン放送のみ『オールナイトニッポン MUSIC10』を休止させて関東ローカル番組として編成され、同番組の地方ネット局では裏送りでの通常放送がされていたが、2020・2021年は同番組ならびに『オールナイトニッポンGOLD』のネット枠に準じて地方局へもネットされた（ただし、文化放送の裏番組または自主制作の年越し番組を編成する一部地方局を除く）。
2022年は大晦日が土曜日につき平日と通常編成が異なるため、19:00 - 21:00に『オールナイトニッポンPremium』の特別編として放送されることになり、『ももいろクローバーZのオールナイトニッポンPremium 第6回ももいろ歌合戦 ラジオで生中継』のタイトルとなる。
2023年は大晦日が日曜日となり当該時間帯にワイド番組がないことから、『ももいろクローバーZ ももクロくらぶxoxo』を中心にその前枠を用いて関東ローカルで放送された（地方局は通常バージョンの『ももクロくらぶxoxo』を裏送りで放送）。
現行（2023年）
| 放送対象地域 | 放送局       | ネットワーク系列 | 放送時間（直近年） | 過去の放送年         |
| ------------ | ------------ | ---------------- | ------------------ | -------------------- |
| 関東広域圏   | ニッポン放送 | NRN              | 21:40 - 22:30      | 2018 - 2022年[注 19] |
過去
2020年のネット局はオールナイトニッポン MUSIC10、2021年のネット局はオールナイトニッポンGOLD、2022年のネット局はオールナイトニッポンPremiumも参照のこと。
| 放送対象地域  | 放送局                            | ネットワーク系列 | 放送時間（直近年）    | 過去の放送年               |
| ------------- | --------------------------------- | ---------------- | --------------------- | -------------------------- |
| 北海道        | STVラジオ                         | NRN              | 19:00 - 21:00         | 2018・2020 - 2022年[注 20] |
| 青森県        | 青森放送                          | NRN / JRN        | 22:00 - 翌0:00        | 2020 - 2021年              |
| 岩手県        | IBC岩手放送                       | NRN / JRN        | 23:00 - 翌0:00[注 21] | 2020 - 2021年              |
| 宮城県        | 東北放送                          | NRN / JRN        | 22:00 - 23:50         | 2020 - 2021年              |
| 山形県        | 山形放送                          | NRN / JRN        | 19:00 - 21:00         | 2020 - 2022年[注 22]       |
| 茨城県        | 茨城放送                          | NRN              | 22:00 - 翌0:00        | 2020年[注 23]              |
| 山梨県        | 山梨放送                          | NRN / JRN        | 22:00 - 翌0:00        | 2020 - 2021年              |
| 長野県        | 信越放送                          | NRN / JRN        | 22:00 - 翌0:00        | 2020 - 2021年              |
| 石川県        | 北陸放送                          | NRN / JRN        | 22:00 - 23:58         | 2020年[注 24]              |
| 福井県        | 福井放送                          | NRN / JRN        | 22:00 - 翌0:00        | 2020 - 2021年              |
| 静岡県        | 静岡放送                          | NRN / JRN        | 19:00 - 21:00         | 2022年[注 25]              |
| 京都府 滋賀県 | 京都放送 （KBS滋賀）[注 26]       | NRN              | 19:00 - 21:00         | 2022年[注 25]              |
| 和歌山県      | 和歌山放送                        | NRN / JRN        | 22:00 - 翌0:00        | 2020 - 2021年              |
| 鳥取県 島根県 | 山陰放送                          | NRN / JRN        | 19:00 - 21:00         | 2022年[注 27]              |
| 山口県        | 山口放送                          | NRN / JRN        | 19:00 - 21:00         | 2020 - 2022年[注 22]       |
| 徳島県        | 四国放送                          | NRN / JRN        | 19:00 - 21:00         | 2022年[注 27]              |
| 長崎県 佐賀県 | 長崎放送 （NBCラジオ佐賀）[注 28] | NRN / JRN        | 22:00 - 翌0:00        | 2020 - 2021年              |
| 大分県        | 大分放送                          | NRN / JRN        | 22:00 - 翌0:00        | 2020 - 2021年              |
| 宮崎県        | 宮崎放送                          | NRN / JRN        | 22:00 - 翌0:00        | 2020 - 2021年              |

### テレビ
過去
太字は前身のイベント『ゆく桃くる桃』時代からのネット局。
| 放送地域 | 放送局                        | ネットワーク系列 またはBS・CSの種別 | 放送時間（直近年） | 過去の放送年          |
| -------- | ----------------------------- | ----------------------------------- | ------------------ | --------------------- |
| 全国放送 | BS11                          | BSデジタル放送                      | 23:59 - 翌1:00     | 2017年                |
| 全国放送 | フジテレビNEXT                | CS放送                              | 19:00 - 翌0:30     | 2017 - 2018年         |
| 全国放送 | BS日テレ / BS日テレ 4K[注 29] | BSデジタル放送                      | 19:00 - 翌0:30     | 2018 - 2022年         |
| 栃木県   | とちぎテレビ                  | 独立局                              | 23:59 - 翌0:30     | 2017 - 2018年         |
| 群馬県   | 群馬テレビ                    | 独立局                              | 23:59 - 翌0:30     | 2018年                |
| 埼玉県   | テレ玉                        | 独立局                              | 22:00 - 翌0:30     | 2017 - 2018年、2021年 |
| 千葉県   | チバテレ                      | 独立局                              | 23:00 - 翌0:30     | 2017年、2021年[注 30] |
| 神奈川県 | tvk                           | 独立局                              | 21:00 - 翌0:30     | 2021年[注 31]         |
| 三重県   | 三重テレビ                    | 独立局                              | 22:45 - 翌0:30     | 2021年                |
| 兵庫県   | サンテレビ                    | 独立局                              | 23:00 - 翌0:30     | 2017 - 2018年         |
| 和歌山県 | テレビ和歌山                  | 独立局                              | 23:30 - 翌0:30     | 2017 - 2018年         |